# Rots (gemeente)
Rots is een gemeente in het Franse departement Calvados in de regio Normandië. De plaats maakt deel uit van het arrondissement Caen. Rots telde op 1 januari 2022 2.541 inwoners.

## Geschiedenis
Op 1 januari 2016 werden de aangrenzende gemeenten Lasson en Secqueville-en-Bessin opgeheven en aan Rots toegevoegd.

## Geografie
De oppervlakte van Rots bedroeg op 1 januari 2022 23,4 vierkante kilometer; de bevolkingsdichtheid was toen 108,6 inwoners per km².
De onderstaande kaart toont de ligging van Rots met de belangrijkste infrastructuur en aangrenzende gemeenten.

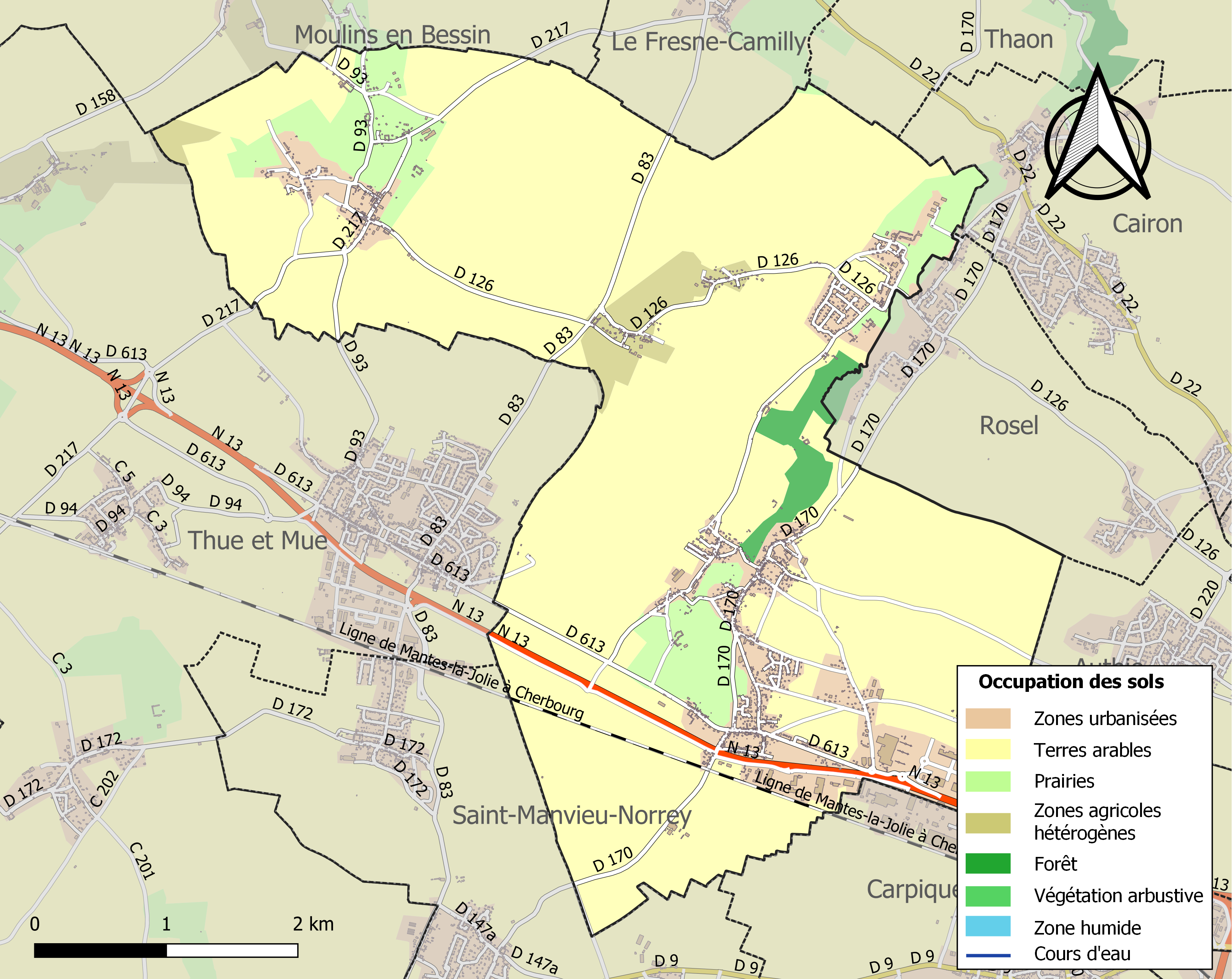

## Demografie
Onderstaande figuur toont het verloop van het inwonertal (bron: INSEE-tellingen).
Vanwege een beveiligingsprobleem met de MediaWiki Graph-software is het momenteel niet mogelijk deze grafiek weer te geven. Zodra de software is bijgewerkt zal de grafiek vanzelf weer zichtbaar worden.